# کوپاروویتسه
کوپاروویتسه (به چکی: Kupařovice) یک منطقهٔ مسکونی در جمهوری چک است که در ناحیه برنو-تسوونتری واقع شده‌است. کوپاروویتسه ۳٫۳ کیلومتر مربع مساحت و ۲۶۷ نفر جمعیت دارد و ۱۸۷ متر بالاتر از سطح دریا واقع شده‌است.